# Miomantis pellucida
Miomantis pellucida es una especie de mantis de la familia Mantidae.

## Distribución geográfica
Se encuentra en Senegal.